# To Drink from the Night Itself
To Drink from the Night Itself – szósty album studyjny szwedzkiego zespołu deathmetalowego At the Gates. Wydawnictwo ukazało się 18 maja 2018 roku nakładem wytwórni muzycznej Century Media Records. Nagrania zostały zarejestrowane między listopadem a grudniem 2017 roku w Parlour Studios w Wielkiej Brytanii. Jest to pierwszy album zespołu nagrany bez gitarzysty Andersa Björlera.

## Lista utworów
Opracowano na podstawie materiału źródłowego.
1. "Der Widerstand" (utwór instrumentalny) - 1:28
2. "To Drink from the Night Itself" - 3:23
3. "A Stare Bound in Stone" - 4:08
4. "Palace of Lepers" - 4:05
5. "Daggers of Black Haze" - 4:42
6. "The Chasm" - 3:21
7. "In Nameless Sleep" - 3:37
8. "The Colours of the Beast" - 3:50
9. "A Labyrinth of Tombs" - 3:30
10. "Seas of Starvation" - 3:56
11. "In Death They Shall Burn" - 3:59
12. "The Mirror Black" - 4:42

## Skład zespołu
Opracowano na podstawie materiału źródłowego.
- Jonas Björler – gitara basowa
- Adrian Erlandsson - perkusja
- Tomas Lindberg - śpiew
- Martin Larsson - gitara
- Jonas Stålhammar - gitara